# TIE Avanzado
El TIE Avanzado (TIE Avanzado X-1) es un tipo de caza experimental empleado por el Imperio Galáctico en la serie cinematográfica de la Guerra de las Galaxias. Muchas de sus características serían empleadas para el TIE Interceptor y Vengador.

## Características
El TIE Avanzado presentó un nuevo blindaje más moderno, con un nuevo tipo de cubierta y con alas dobladas cubiertas con paneles solares. La nave tiene un reactor de ionización solar y un par de motores de iones que permiten una velocidad mayor que la del caza TIE estándar.
La velocidad no sufrió un cambio drástico debido a que el vehículo era más macizo; aunque este aumento de masa se debe a que le permitellevar generadores de escudos. Aunque le hacen menos maniobrable que un caza TIE estándar, es más resistente en batalla.
El TIE Avanzado cuenta con un par de cañones bláster pesados en una posición frontal, al igual de un lanzador de misiles. Además de sus escudos, tiene un hipermotor, aunque, como la mayoría de TIEs, no tiene un sistema de soporte de vida. Su sistema de localización de objetivos fue el mejor de la Galaxia durante años. No obstante, dicho sistema necesita ajustamientos frecuentes durante la batalla.
El TIE Avanzado fue el mejor caza estelar de la Galaxia hasta que aparecieron cazas mucho más modernos.

## Historia
El Imperio decidió no fabricar demasiados TIE Avanzados debido a su gran coste. En privado, algunos estrategas imperiales admitían que la Marina no quería cazas con hipermotor, pues esto daría la opción de huir en combate o de eludir órdenes de una nave capital.
El piloto más famoso de TIE Avanzado era el ejecutor Darth Vader. La superioridad de este caza sobre cualquier otro caza imperial (de momento) unida a las capacidades extraordinarias de pilotaje del Sith se volvieron temidas por cualquier rebelde. Vader empleó su caza durante la batalla de Yavin para eliminar a los atacantes rebeldes. Cuando estuvo a punto de derribar el Ala-X de Luke Skywalker, Han Solo lo salvó. El Halcón Milenario disparó contra la escolta de Vader, desviando el caza de la estación de combate justo antes de su destrucción.
Las pocas naves construidas iban en destructores estelares. Los prototipos de TIE Avanzado fueron utilizados por el crucero ligero del Comandante Strom para un ataque en la Rueda, y luego culparon a los rebeldes.
El Imperio optó por los TIE Interceptores, que tenían el motor del TIE Avanzado en una nave más compacta. Aunque el TIE Interceptor carecía de hipermotor y escudos, era increíblemente rápido y maniobrable, además de sinificativamente más barato que el TIE Avanzado. Para la Batalla de Endor, la increíble producción de Interceptores supuso el fin de la producción del Avanzado.
El caza de Vader quedó dañado tras la batalla de Yavin 4, pero Vader lo reparó en vez de sustituirlo por un caza nuevo. Vader llegó al Terror, un destructor de la misma clase que el suyo, para supervisar el proyecto TIE Fantasma. Vader pudo escapar justo antes de que el Terror explotara volando en él.
Este caza también sería empleado para salvar al emperador Palpatine cuando Zaarin lo secuestró. Tan glorioso fue este rescate que la producción de TIE Avanzados se reabrió.
Este caza permanecía en el Ejecutor y fue destruido cuando la nave colisionó contra la segunda Estrella de la Muerte en la Batalla de Endor. Aun así, más de un TIE Avanzado participó en la batalla aérea. Vader tenía más de un TIE Avanzado guardado en diferentes bases. Uno de estos cazas fue descubierto por Jaden Korr en el hangar de la antigua fortaleza de Vader en Vjun.
Al inicio de la Guerra Yuuzhan Vong, bastantes cazas habían sido fabricados como para pertenecer a la flota de la Alianza Galáctica. Durante la Batalla de Dubrillion, los hijos de Han Solo (y nietos de Vader) usaron tres de estos cazas contra los invasores.
- Datos: Q6137543